# Великий Ізирак
Великий Ізирак (рос. Большой Изырак) — село у Маслянинському районі Новосибірської області Російської Федерації.
Входить до складу муніципального утворення Великоізирацька сільрада. Населення становить 594 особи (2010).

## Історія
Згідно із законом від 2 червня 2004 року органом місцевого самоврядування є Великоізирацька сільрада.

## Населення
| 2002 | 2007 | 2010 |
| ---- | ---- | ---- |
| 685  | ↗714 | ↘594 |